# بيري أندرسون (لاعب هوكي الجليد)
بيري أندرسون هو لاعب هوكي الجليد كندي، ولد في 14 أكتوبر 1961 في باري في كندا.

## وصلات خارجية
- بيري أندرسون على موقع دوري الهوكي الوطني (الإنجليزية)
- بيري أندرسون على موقع EliteProspects.com (الإنجليزية)
- بيري أندرسون على موقع HockeyDB.com (الإنجليزية)
- بيري أندرسون على موقع Hockey-Reference.com (الإنجليزية)